# Маловішерський район
Маловішерський район (рос. Маловишерский) — муніципальне утворення у складі Новгородської області Росії. Адміністративний центр знаходиться в місті Мала Вішера.

## Географія
Площа території — 3280,98 км.
Район розташований на півночі Новгородської області. Із заходу район межує з Новгородським та Чудовським районами, зі сходу — з Любитинським та Окуловським, з півдня — з Крестецьким, з півночі Маловішерський район межує з Кіриським районом Ленінградської області.
На території району:
- Озера Більське, Спаське, сохла, Чорне, Фальковське, Горнешно.
- Основні річки: Мста, Велика Вишера, Мала Вишерка (або Мала Вишера) і Вереб'є (Веребушка), Хуба.

### Охорона природи
На кордоні Любитинського і Маловіерського районів створено державний природний заказник «Спаські мохи» комплексного профілю (гідрологічний, зоологічний), загальною площею 31,2 тис. га. Під охороною перебувають екосистеми верхових боліт, багаторічні заболочені ліси, 11 болотних озер, витоки Оскуї, Шар'ї та Бурги.
У 2000-х роках на території колишнього мисливського заказника, з метою збереження і відтворення чисельності окремих видів диких тварин та середовища їх проживання, на площі 13,7 тис. га було створено Маловішерський державний біологічний природний заказник під контролем Комітету мисливського і рибного господарства Новгородської області. 2008 року Новгородською обласною думою з нього було знято охоронний статус.
На території Маловішерського району створено 6 пам'яток природи загальною площею 8,0 тис. га, 4 комплексних, 3 ландшафтних, 1 геологічного, 1 ботанічного профілю і 1 садово-паркового мистецтва.
| № | Назва                                                      | Тип                             | Площа (га) | Розташування                                   | Створення                                             | Дата                   | Характеристика | Фото |
| - | ---------------------------------------------------------- | ------------------------------- | ---------- | ---------------------------------------------- | ----------------------------------------------------- | ---------------------- | --- | ---- |
| 1 | Верхові болота Бритинське, Бургинське                      | комплексна, ландшафтна          | 7400       | Вереб'їнське сільське поселення                | Рішення Виконкому Новгородської облради № 141         | 29 квітня 1988 року    | Частково цілісні первинні ландшафти верхових боліт Бритинське — 3,5 тис. га і Бургинське (Панницьке) — 3,9 тис. га. Цінні журавлинники, мисливсько-промилові тварини, рідкісні та зникаючі рослини і тварини. |      |
| 2 | Ландшафт долини Веребушки                                  | комплексна, ландшафтна          | 595        | Вереб'їнське сільське поселення                | Постанова Новгородської обласної думи № 409-ОД        | 27 липня 1996 року     | Рельєф місцевості, старий насип залізничної колії, частина прилеглого кар'єру (15 x 20 м), як геоморфологічний еталон.                                                                                        |      |
| 3 | Ландшафт околиць Льзи                                      | комплексна, ландшафтна          | 6          | Вереб'їнське сільське поселення, село Льзи     | Постанова Новгородської обласної думи № 409-ОД        | 27 липня 1996 року     | Ландшафти корінного берега річки Мста. Біотопи рідкісних рослин, дубравні насадження та об'єкти культурної спадщини навколишніх сіл.                                                                          |      |
| 4 | Парк садиби Борейши                                        | комплексний, пейзажний          | 10         | Вереб'їнське сільське поселення, село Льзи     | Рішення Виконкому Облради народних депутатів НО № 368 | 13 листопада 1989 року | Пам'ятка пейзажно-паркового мистецтва, садиба відомого інженера-будівельника залізниць Петра Борейши. Археологічні об'єкти.                                                                                   |      |
| 5 | Сосна балканська (румелійська) на околицях присілку Красна | ботанічна                       | ~          | Бургинське сільське поселення, присілок Красна | Постанова Новгородської обласної думи № 409-ОД        | 27 липня 1996 року     | Два дерева сосни румелійської. |      |
| 6 | Відслонення кварцових пісків «Мстинський міст»             | геологічна (рудно-петрологічна) | 10,5       | Бургинське сільське поселення                  | Постанова Новгородської обласної думи № 409-ОД        | 27 липня 1996 року     | Відслонення кварцових пісків в районі урочища Мстинський міст. |      |
| а | Олеговий гай                                               | ландшафтна, ботанічна           | 5,7        | Маловішерське міське поселення                 | Постанова Адміністрації Маловішерського району № 110  | 26 червня 2001 року    | Долина річки Мала Вишерка у межах міста. |      |

## Муніципально-територіальний устрій
У складі муніципального району 2 міських і 2 сільських поселення, які об'єднують 132 населених пункти, що перебувають на обліку (разом із залишеними).
| Муніципальне утворення           | Адмінцентр           | Кількість населених пунктів | Населення (осіб, 2017 рік) | Площа (км²) | Карта                                   |
| -------------------------------- | -------------------- | --------------------------- | -------------------------- | ----------- | --------------------------------------- |
| Великовишерське міське поселення | селище Велика Вишера | 7                           | 1513▼                      | 844,35      | Мала Вишера Велика Вишера Бурга Вереб'є |
| Маловішерське міське поселення   | місто Мала Вишера    | 8                           | 10 414▼                    | 545,67      | Мала Вишера Велика Вишера Бурга Вереб'є |
| Бургинське сільське поселення    | село Бурга           | 62                          | 1698▼                      | 1207,32     | Мала Вишера Велика Вишера Бурга Вереб'є |
| Вереб'єнське сільське поселення  | село Вереб'є         | 55                          | 820▼                       | 683,64      | Мала Вишера Велика Вишера Бурга Вереб'є |

## Економіка

### Гірництво
На території району ведеться відкрита розробка корисних копалин шляхоремонтними, будівельними (ТОВ «Песок Строительный Карьерный», «ИмпульсСтрой»), лісогосподарчими (австрійська ТОВ «Хасслахерлес»), житлово-комунальними та іншими підприємствами (ТОВ «Леснедра», «Регард», «Ваниль», «Геоком», «Развитие СТ», «Святой Источник», «Гефест Консалтинг Групп», «Новгородская Долина»). Розробка ведеться відкритим способом на таких родовищах і в кар'єрах:
- Пісок будівельний: Вереб'є-1 (поблизу села Заполек), Пришкіно (поблизу села Пришкіно), Кленіно (поблизу села Кленіно), Кириловське (за 16 км від села Бурга), Старі Морозовичі та Частова в річищі Мсти (72-104 км), Урочище Борок (за 11 км на північний схід від міста Мала Вишера), Карпина Гора (поблизу села Карпина Гора), Влічки (поблизу села Влічки), Борок-1 (поблизу села Борок), Чорний-1 (за 2 км на південний захід від села Уєжа, Колокольний (поблизу села Дорохово), Какоринське-2 (за 6 км на захід від села Подмош'є), Зарєч'є (за 6 км на північний захід від села Подмош'є)[11].

### Промисловість
Головні системоутворюючі підприємства Маловішерського району:
- ТОВ «Хасслахерлес» — виготовлення пиломатеріалів;
- ТОВ «Буллит» — деревоборобка;
- ТОВ «Стоик» — харчові добавки і фасування спецій;
- ТОВ «Фабрика» — виготовлення одягу;
- Маловішерський склоробний завод.